# Björnänge
Björnänge (voorheen Björnänge och Hårbörsta (del av)) is een tätort in de gemeente Åre in het landschap Jämtland en de provincie Jämtlands län in Zweden. Het småort heeft 254 inwoners (2010) en een oppervlakte van 39,95 hectare. 
Tot 2010 was de plaats een småort eigenlijk bestasande uit twee plaatsen: Björnänge en Hårbörsta, Hårbörsta hoorde echter maar gedeeltelijk tot het småort. 
De plaats ligt aan de rivier de Indalsälven, net ten oosten van de plaats Åre, ook loopt de Europese weg 14 vlak langs het småort.